# Antennola
Antennola is een monotypisch geslacht van vlinders uit de familie visstaartjes (Nolidae). De wetenschappelijke naam van het geslacht is in 1984 gepubliceerd door Josef de Freina & Thomas Joseph Witt.
De typesoort van het geslacht is Nola impura Mann, 1862.

## Soorten
- Antennola impura Mann, 1862